# O'Brien (famiglia)
Gli O'Brien (Irlandese classico: Ua Briain, Irlandese moderno Ó Briain), sono una casa reale e nobile irlandese, fondata nel X secolo da Brian Boru dei Dál gCais. Dopo essere diventato re del Munster, attraverso la conquista si affermò come Re supremo d'Irlanda. I discendenti di Brian portarono quindi il nome Ó Briain, anglicizzato in O'Brien, continuando a governare il Regno di Munster fino al XII secolo, quando il loro territorio si ridusse al Regno di Thomond, che avrebbero detenuto per poco meno di cinque secoli.
In totale, quattro Ó Briain governarono il Munster e due detennero il titolo di Re supremo, anche se con opposizione. Dopo la divisione di Munster in Thomond e Desmond da parte di Tairrdelbach Ua Conchobair nel XII secolo, la dinastia continuò a fornire una trentina di monarchi di Thomond, fino al 1542. Durante parte di questo periodo, alla fine del XIII secolo, gli O'Brien ebbero un rivalità con la casa normanna dei de Clare, che contestavano il trono di Thomond. L'ultimo Ó Briain a regnare a Thomond fu Murrough Ó Briain, che cedette la sua sovranità al nuovo Regno d'Irlanda sotto Enrico VIII della Casa Tudor, diventando invece Conte di Thomond e mantenendo un ruolo nel governo della regione. Oggi il capo famiglia porta il titolo di Principe di Thomond e, a seconda della successione, a volte anche quello di Barone Inchiquin.
Durante il periodo in cui gli O'Brien governarono nell'Irlanda medievale, il sistema di tanistry veniva usato per decidere la successione, piuttosto che la primogenitura usata da gran parte dell'Europa feudale. Il sistema in effetti consisteva in una monarchia dinastica ma elettiva, nel senso che la famiglia reale sceglieva il candidato più adatto a governare. Dal 1542, il capo della casa Ó Briain adottò la primogenitura per decidere invece la successione dei titoli nobiliari.